# 유기촌
유기촌(由木村)은 일본 도쿄도 미나미타마군에 설치되었던 촌이다. 현재의 하치오지시의 일부에 해당한다.